# Aretas Akers-Douglas (1er vicomte Chilston)
Pour les articles homonymes, voir Aretas Akers-Douglas, Akers et Douglas.
Aretas Akers-Douglas (21 septembre 1851, West Malling – 15 janvier 1926, Londres), 1er vicomte Chilston (en), est un homme politique britannique.

## Biographie
Il suivit ses études au collège d'Eton et à University College (Oxford), avant d'entrer à Inner Temple en 1875.
Il est membre de la Chambre des communes de 1880 à 1911, secrétaire parlementaire du Trésor de 1885 à 1892 et First Commissioner of Works (en) de 1895 à 1902.
Il devient secrétaire d'État à l'Intérieur le 12 juillet 1902 dans le gouvernement d'Arthur Balfour.
Il est créé vicomte Chilston (en) en 1911
Il est le père de Aretas Akers-Douglas (2e vicomte Chilston).

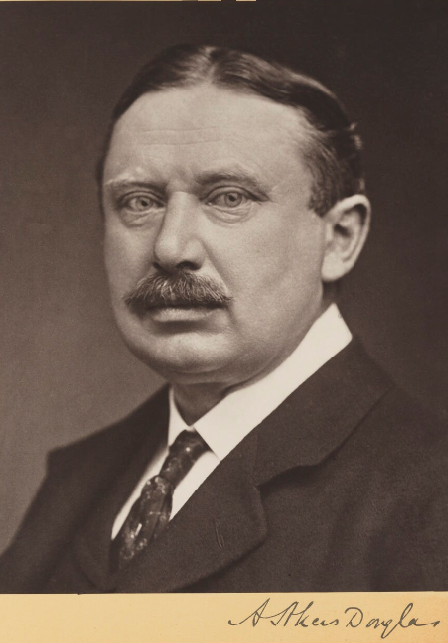
Viscount Chilston

## Contexte et éducation
Akers-Douglas est né à West Malling, dans le Kent, du révérend Aretas Akers, curé de West Malling, et de son épouse Frances Maria, fille de Francis Holles Brandram. Il a fait ses études à Eton et à University College, Oxford, avant d'être admis au barreau, Inner Temple, en 1875. La même année, il prend le nom de famille supplémentaire de Douglas sous licence royale, conformément au testament d'un parent.